# Mindaugas (nome)
Mindaugas  è un nome proprio di persona lituano maschile.

## Varianti in altre lingue
- Bielorusso: Міндоўг (Mindoŭh)
- Lettone: Mindaugs
- Polacco: Mendog, Mindowe (arcaica)
- Russo: Mиндовг (Mindovg)

## Origine e diffusione
L'origine è lituana; significa probabilmente o "molta saggezza", oppure "molta fama"; nel secondo caso, ha significato analogo ai nomi Aristocle e Filiberto. Venne portato da Mindaugas, primo sovrano della Lituania nel XIII secolo.

## Onomastico
È un nome adespota, in quanto non è portato da alcun santo; l'onomastico può essere festeggiato il 1º novembre, in occasione di Ognissanti. In Lituania si celebra un onomastico laico il 14 ottobre.

## Persone
- Mindaugas, granduca di Lituania

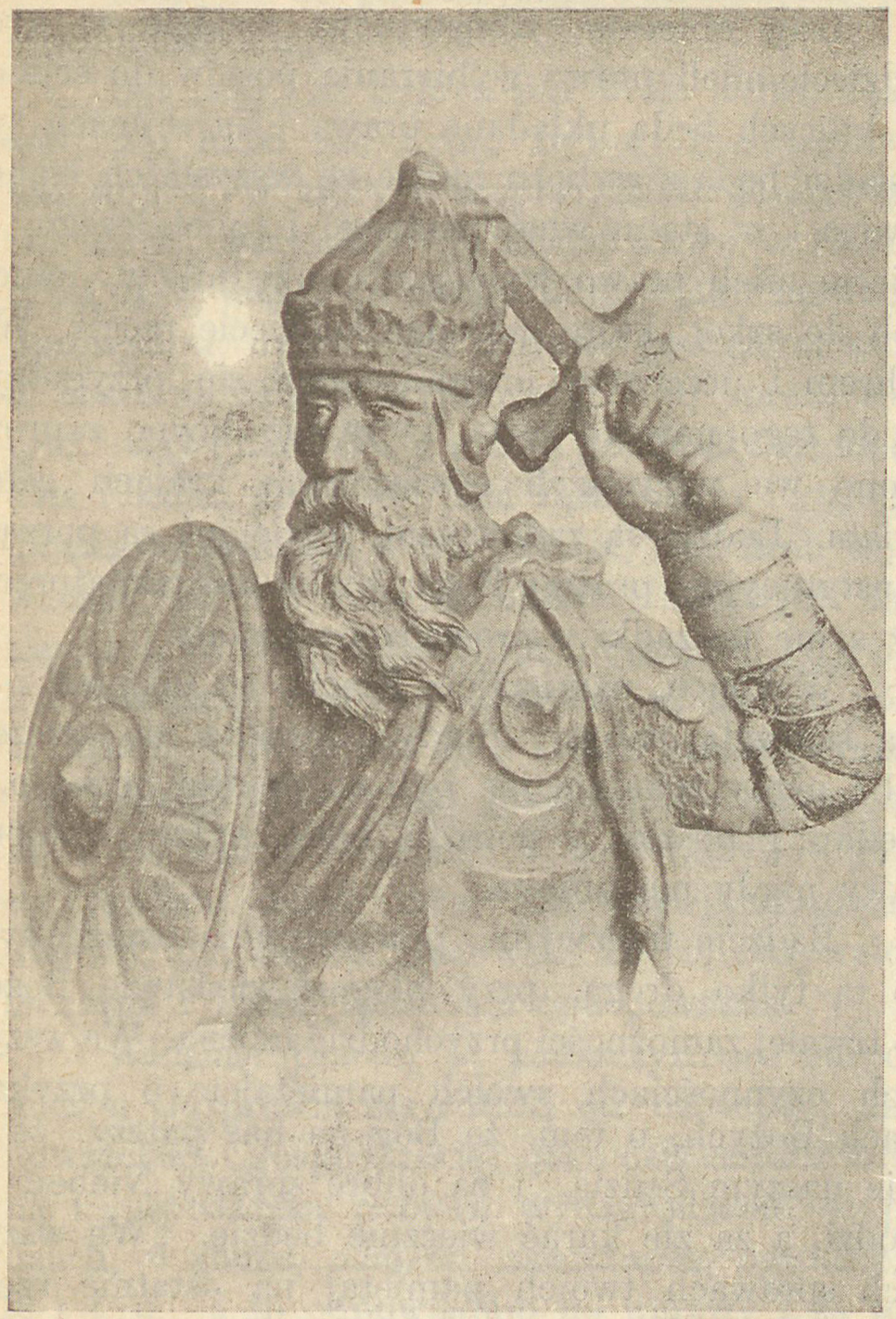
Mindaugas

- Mindaugas II di Lituania, re di Lituania
- Mindaugas Grigalevičius, calciatore lituano
- Mindaugas Katelynas, cestista lituano
- Mindaugas Kuzminskas, cestista lituano
- Mindaugas Lukauskis, cestista lituano
- Mindaugas Panka, calciatore lituano
- Mindaugas Timinskas, cestista lituano
- Mindaugas Žukauskas, cestista lituano